# Сан-Жаума-да-Фрунтанья
Сан-Жа́ума-да-Фрунтанья́ (кат. Sant Jaume de Frontanyà, вимова літературною каталанською [san 'ʒawmə də fɾuntə'ɲa]) - муніципалітет, розташований в Автономній області Каталонія, в Іспанії. Код муніципалітету за номенклатурою Інституту статистики Каталонії - 82166. Знаходиться у районі (кумарці) Барґаза (коди району - 14 та BD) провінції Барселона, згідно з новою адміністративною реформою перебуватиме у складі Баґарії (округи) Центральна Каталонія. 

## Назва муніципалітету
Назва муніципалітету походить від латинського імені Frontinius.

## Населення
Населення міста (у 2007 р.) становить 30 осіб (з них менше 14 років - 10%, від 15 до 64 - 73,3%, понад 65 років - 16,7%). У 2006 р. народжуваність склала 0 осіб, смертність - 0 осіб, зареєстровано 0 шлюбів. У 2001 р. активне населення становило 13 осіб, з них безробітних - 1 особа.

Серед осіб, які проживали на території міста у 2001 р., 26 народилися в Каталонії (з них 11 осіб у тому самому районі, або кумарці), 0 осіб приїхало з інших областей Іспанії, а 0 осіб приїхало з-за кордону. 

Вищу освіту має 36% усього населення. 

У 2001 р. нараховувалося 10 домогосподарств (з них 20% складалися з однієї особи, 30% з двох осіб,30% з 3 осіб, 20% з 4 осіб).

Активне населення міста у 2001 р. працювало у таких сферах діяльності : у сільському господарстві - 8,3%, у промисловості - 8,3%, на будівництві - 0% і у сфері обслуговування - 83,3%. 

 У муніципалітеті або у власному районі (кумарці) працює 12 осіб, поза районом - 8 осіб.

### Безробіття
У 2007 р. нараховувалося 1 безробітний (у 2006 р. - 2 безробітних), з них чоловіки становили 0%, а жінки - 100%.

## Економіка

### Підприємства міста

#### Роздрібна торгівля
| \| Підприємства роздрібної торгівлі міста, за сферою діяльності \| Підприємства роздрібної торгівлі міста, за сферою діяльності \| Підприємства роздрібної торгівлі міста, за сферою діяльності \| \| Рік \| 2002 р. \| 2001 р. \| \| ------------------------------------------------------------ \| ------------------------------------------------------------ \| ------------------------------------------------------------ \| \| Продукти харчування \| 50% \| 100% \| \| Одяг та взуття \| 0% \| 0% \| \| Товари для дому \| 0% \| 0% \| \| Книги та періодичні видання \| 0% \| 0% \| \| Промислова хімічна продукція \| 0% \| 0% \| \| Продукція, пов'язана з транспортними засобами \| 0% \| 0% \| \| Інше \| 50% \| 0% \| \| Усього підприємств \| 2 \| 1 \| |         |         |
| Підприємства роздрібної торгівлі міста, за сферою діяльності |         |         |
| Рік | 2002 р. | 2001 р. |
| Продукти харчування | 50%     | 100%    |
| Одяг та взуття | 0%      | 0%      |
| Товари для дому | 0%      | 0%      |
| Книги та періодичні видання | 0%      | 0%      |
| Промислова хімічна продукція | 0%      | 0%      |
| Продукція, пов'язана з транспортними засобами | 0%      | 0%      |
| Інше | 50%     | 0%      |
| Усього підприємств | 2       | 1       |

#### Сфера послуг
| \| Підприємства міста, що працюють у сфері послуг, за діяльністю \| Підприємства міста, що працюють у сфері послуг, за діяльністю \| Підприємства міста, що працюють у сфері послуг, за діяльністю \| \| Рік \| 2002 р. \| 2001 р. \| \| ------------------------------------------------------------- \| ------------------------------------------------------------- \| ------------------------------------------------------------- \| \| Гуртова торгівля \| 0% \| 0% \| \| Готелі та готельний бізнес \| 66,7% \| 66,7% \| \| Транспорт та зв'язок \| 0% \| 0% \| \| Посередницькі фінансові послуги \| 0% \| 0% \| \| Послуги підприємствам \| 0% \| 0% \| \| Послуги фізичним особам \| 16,7% \| 16,7% \| \| Нерухомість та ін. \| 16,7% \| 16,7% \| \| Усього підприємств \| 6 \| 6 \| |         |         |
| Підприємства міста, що працюють у сфері послуг, за діяльністю |         |         |
| Рік | 2002 р. | 2001 р. |
| Гуртова торгівля | 0%      | 0%      |
| Готелі та готельний бізнес | 66,7%   | 66,7%   |
| Транспорт та зв'язок | 0%      | 0%      |
| Посередницькі фінансові послуги | 0%      | 0%      |
| Послуги підприємствам | 0%      | 0%      |
| Послуги фізичним особам | 16,7%   | 16,7%   |
| Нерухомість та ін. | 16,7%   | 16,7%   |
| Усього підприємств | 6       | 6       |

## Житловий фонд
У 2001 р. 0% усіх родин (домогосподарств) мали житло метражем до 59 м2, 10% - від 60 до 89 м2, 30% - від 90 до 119 м2 і
60% - понад 120 м2.

З усіх будівель у 2001 р. 16,1% було одноповерховими, 32,3% - двоповерховими, 51,6
% - триповерховими, 0% - чотириповерховими, 0% - п'ятиповерховими, 0% - шестиповерховими,
0% - семиповерховими, 0% - з вісьмома та більше поверхами.

## Автопарк
| \| Автомобілі, зареєстровані у місті, за призначенням \| Автомобілі, зареєстровані у місті, за призначенням \| Автомобілі, зареєстровані у місті, за призначенням \| \| Рік \| 2006 р. \| 2005 р. \| \| -------------------------------------------------- \| -------------------------------------------------- \| -------------------------------------------------- \| \| Приватні автомобілі \| 52,2% \| 48,9% \| \| Мотоцикли \| 10,9% \| 10,6% \| \| Вантажівки \| 37% \| 40,4% \| \| Трактори \| 0% \| 0% \| \| Автобуси та ін. \| 0% \| 0% \| \| Усього автомобілів \| 46 шт. \| 47 шт. \| |         |         |
| Автомобілі, зареєстровані у місті, за призначенням |         |         |
| Рік | 2006 р. | 2005 р. |
| Приватні автомобілі | 52,2%   | 48,9%   |
| Мотоцикли | 10,9%   | 10,6%   |
| Вантажівки | 37%     | 40,4%   |
| Трактори | 0%      | 0%      |
| Автобуси та ін. | 0%      | 0%      |
| Усього автомобілів | 46 шт.  | 47 шт.  |

## Вживання каталанської мови
У 2001 р. каталанську мову у місті розуміли 100% усього населення (у 1996 р. - 100%), вміли говорити нею 100% (у 1996 р. - 
100%), вміли читати 96% (у 1996 р. - 96,7%), вміли писати 84
% (у 1996 р. - 76,7%). Не розуміли каталанської мови 0%.

## Політичні уподобання
У виборах до Парламенту Каталонії у 2006 р. взяло участь 21 особа (у 2003 р. - 21 особа). Голоси за політичні сили розподілилися таким чином:
| \| Вибори до Парламенту Каталонії \| Вибори до Парламенту Каталонії \| Вибори до Парламенту Каталонії \| \| Рік \| 2006 р. \| 2003 р. \| \| -------------------------------------- \| ------------------------------ \| ------------------------------ \| \| Конвергенція та Єднання (CiU) \| 28,6% \| 19% \| \| Соціалістична партія Каталонії (PSC) \| 14,3% \| 28,6% \| \| Народна партія (PP) \| 0% \| 4,8% \| \| Ініціатива за зелену Каталонію (IC) \| 9,5% \| 19% \| \| Республіканська лівиця Каталонії (ERC) \| 42,9% \| 23,8% \| \| Громадянська партія (C's) \| 4,8% \| 0% \| \| Інші \| 0% \| 4,8% \| |         |         |
| Вибори до Парламенту Каталонії |         |         |
| Рік | 2006 р. | 2003 р. |
| Конвергенція та Єднання (CiU) | 28,6%   | 19%     |
| Соціалістична партія Каталонії (PSC) | 14,3%   | 28,6%   |
| Народна партія (PP) | 0%      | 4,8%    |
| Ініціатива за зелену Каталонію (IC) | 9,5%    | 19%     |
| Республіканська лівиця Каталонії (ERC) | 42,9%   | 23,8%   |
| Громадянська партія (C's) | 4,8%    | 0%      |
| Інші | 0%      | 4,8%    |